# Eccellenza Sardegna 2011-2012
Il campionato italiano di calcio di Eccellenza regionale 2011-2012 è il ventunesimo organizzato in Italia. Rappresenta il sesto livello del calcio italiano.
Questo è il girone organizzato dal Comitato Regionale Sardegna, composto anche per questa stagione da 18 squadre.
Ai nastri di partenza si presentano diverse nobili decadute del calcio sardo. In primo luogo la Torres di Sassari, che ha fallito per un soffio nel campionato 2010-2011 il salto in Serie D, dopo essere stata eliminata ai play-off nazionali dagli umbri del Trestina.

Altre società importanti, con un recentissimo passato in Lega Pro Seconda Divisione, sono l'Olbia, la Nuorese e il neopromosso Alghero che ha cambiato denominazione da "Polisportiva La Palma Alghero" a "A.S.D. Alghero 1945".

Dal campionato di Serie D 2010-2011 arrivano ben tre squadre: il Castiadas, il Tavolara e il Sanluri, sconfitto ai playout dai laziali del Cynthia. Dal campionato di Promozione 2010-2011, oltre all'Alghero, arriva il Pula, orfano dell'ex capitano e neo allenatore del Samassi Nunzio Falco, dopo 9 anni di assenza dal massimo livello regionale.
Il record di permanenza nel massimo campionato regionale è detenuto dal Taloro Gavoi, ormai alla dodicesima partecipazione consecutiva all'Eccellenza e fresco vincitore della fase regionale della Coppa Italia Dilettanti 2011 dopo aver battuto in finale il Tortolì. Nella fase nazionale della competizione, il Taloro Gavoi è stato eliminato dai laziali del Città di Marino.

## Avvenimenti
Nel precampionato cambiano maglia tantissimi giocatori protagonisti dell'Eccellenza 2010-2011. I due attaccanti del Fertilia Matteo Tedde e Andrea Sanna, autori nel precedente campionato, rispettivamente, di 21 e 19 reti, passano alla Torres assieme all'allenatore Mauro Giorico e al direttore sportivo Gianni Ledda.
Il Tavolara ingaggia, oltre al capocannoniere Christian Ibba dal Progetto Sant'Elia, il trentasettenne Vincenzo Palumbo e l'ex attaccante del Brescia Luigi Dipasquale.
Abbandona il calcio giocato Luís Oliveira, nella scorsa stagione allenatore-giocatore del Muravera e autore di 11 gol.
Nelle prime giornate del campionato primeggia a sorpresa il Taloro Gavoi che ottiene ottimi risultati anche in trasferta, oltre che al "Maristiai", mentre la Torres perde subito terreno con la sconfitta alla seconda giornata sul campo del Castiadas. Partono male la Nuorese, il Valledoria e l'Atletico Elmas con un solo punto dopo tre giornate, mentre il Villacidro alla terza giornata è fanalino di coda in solitaria con 0 punti.
Il 9 settembre 2011 la Torres si rinforza ingaggiando a parametro zero il centrocampista Luigi Lavecchia, che torna a Sassari dopo aver militato nella squadra torresina nel campionato di Serie C1 2001-2002..
Il 16 settembre 2011 il Sanluri ingaggia l'ex centrocampista del Cagliari Enrico Cotza, svincolatosi dal Progetto Sant'Elia.
Alla quinta giornata Torres e Olbia vanno al comando alla classifica, mentre in zona retrocessione si evidenzia il distacco delle ultime sei, con Nuorese, Villacidro e Atletico Elmas in grande difficoltà.

## Squadre partecipanti

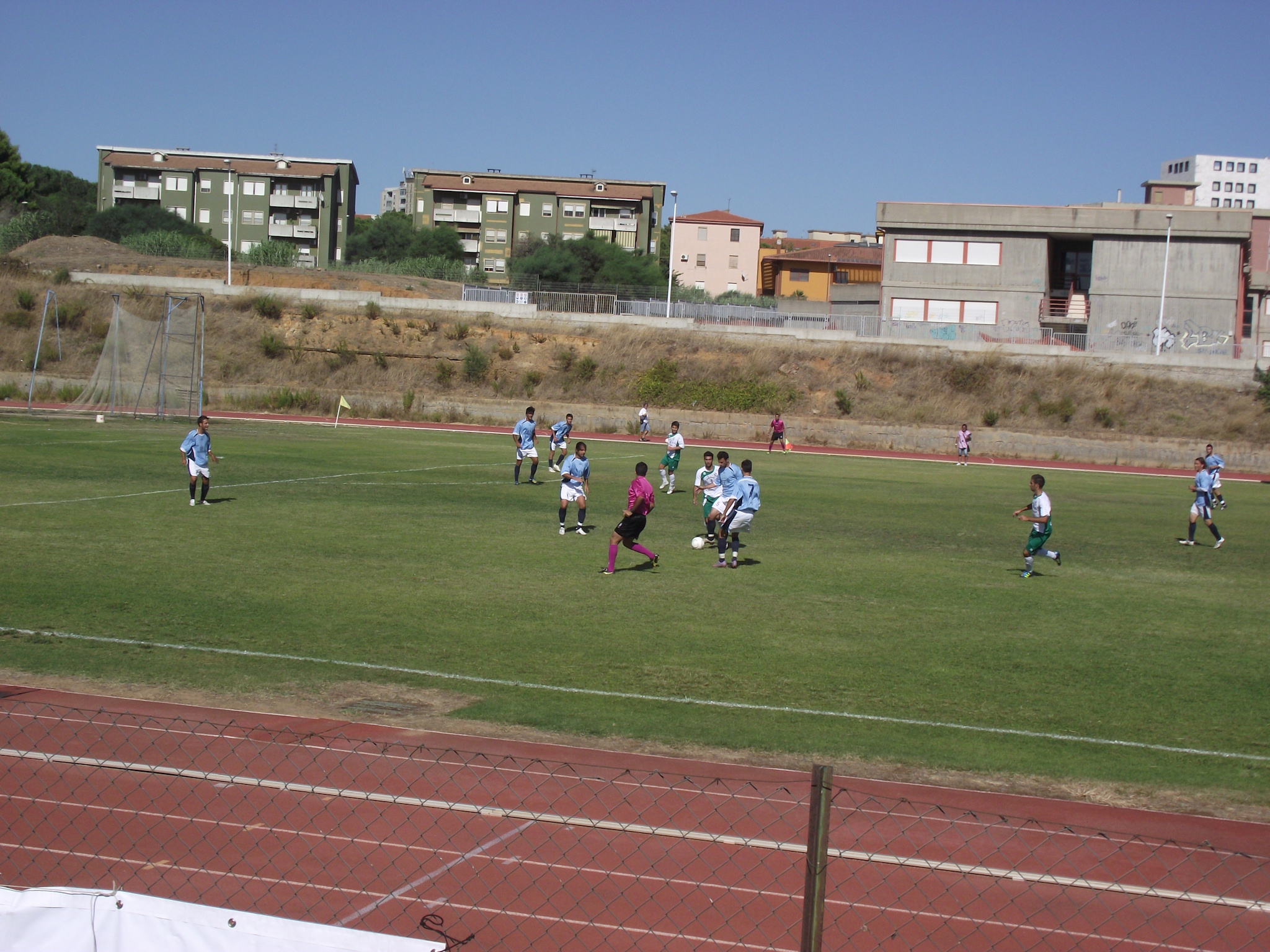
Fasi del match tra Carbonia (maglia celeste) e Castiadas (maglia bianco-verde) della prima giornata, terminato 1-1

| Club                      | Città                            | Campo di gioco                    | Stagione 2010-2011                       |
| ------------------------- | -------------------------------- | --------------------------------- | ---------------------------------------- |
| Alghero                   | Alghero (SS)                     | Stadio Mariotti                   | 1º posto in Promozione Sardegna girone B |
| Atletico Elmas            | Elmas (CA)                       | Campo sportivo Comunale 1         | 5º posto in Eccellenza Sardegna          |
| Calangianus               | Calangianus (S)                  | Campo sportivo Signora Chiara     | 9º posto in Eccellenza Sardegna          |
| Carbonia                  | Carbonia (Sud Sardegna)          | Stadio Carlo Zoboli               | 8º posto in Eccellenza Sardegna          |
| Castelsardo               | Castelsardo (SS)                 | Campo sportivo Comunale           | 12º posto in Eccellenza Sardegna         |
| Socio Culturale Castiadas | Castiadas (CA)                   | Campo sportivo Comunale           | 18º posto in Serie D girone G            |
| Fertilia                  | Fertilia (fraz. di Alghero) (SS) | Stadio Mariotti                   | 3º posto in Eccellenza Sardegna          |
| Muravera                  | Muravera (CA)                    | Campo sportivo Comunale           | 4º posto in Eccellenza Sardegna          |
| Nuorese                   | Nuoro (NU)                       | Stadio Franco Froghieri           | 10º posto in Eccellenza Sardegna         |
| Olbia                     | Olbia (SS)                       | Stadio Bruno Nespoli              | 13º posto in Eccellenza Sardegna         |
| Pula                      | Pula (CA)                        | Campo sportivo Comunale "Le Aie"  | 1º posto in Promozione Sardegna girone A |
| Sanluri                   | Sanluri (Sud Sardegna)           | Campo sportivo Campu Nou          | 16º posto in Serie D girone G            |
| San Teodoro               | San Teodoro (SS)                 | Campo sportivo Comunale           | 14º posto in Eccellenza Sardegna         |
| Taloro Gavoi              | Gavoi (NU)                       | Campo sportivo Comunale Maristiai | 11º posto in Eccellenza Sardegna         |
| Tavolara                  | Olbia (SS)                       | Stadio Bruno Nespoli              | 17º posto in Serie D girone G            |
| Torres                    | Sassari (SS)                     | Stadio Vanni Sanna                | 2º posto in Eccellenza Sardegna          |
| Valledoria                | Valledoria (SS)                  | Campo sportivo Comunale           | 6º posto in Eccellenza Sardegna          |
| Riunite Villacidro        | Villacidro (Sud Sardegna)        | Campo sportivo Comunale           | 7º posto in Eccellenza Sardegna          |

## Classifica finale
|  | Pos. | Squadra            | Pt | G  | V  | N  | P  | GF | GS | DR  |
|  | ---- | ------------------ | -- | -- | -- | -- | -- | -- | -- | --- |
|  | 1.   | Torres             | 87 | 34 | 28 | 3  | 3  | 69 | 17 | +52 |
|  | 2.   | Olbia              | 77 | 34 | 23 | 8  | 3  | 61 | 20 | +41 |
|  | 3.   | Fertilia           | 61 | 34 | 17 | 10 | 7  | 59 | 33 | +26 |
|  | 4.   | Alghero            | 60 | 34 | 17 | 9  | 8  | 48 | 37 | +11 |
|  | 5.   | Taloro Gavoi       | 57 | 34 | 16 | 9  | 9  | 52 | 38 | +14 |
|  | 6.   | Calangianus        | 49 | 34 | 13 | 10 | 11 | 49 | 48 | +1  |
|  | 7.   | Carbonia           | 45 | 34 | 10 | 15 | 9  | 43 | 43 | 0   |
|  | 8.   | Muravera           | 44 | 34 | 11 | 11 | 12 | 35 | 39 | -4  |
|  | 9.   | Tavolara           | 43 | 34 | 11 | 10 | 13 | 46 | 55 | -9  |
|  | 10.  | Castelsardo        | 42 | 34 | 12 | 6  | 16 | 47 | 53 | -6  |
|  | 11.  | Castiadas          | 42 | 34 | 10 | 12 | 12 | 50 | 61 | -11 |
|  | 12.  | Pula               | 41 | 34 | 12 | 5  | 17 | 35 | 44 | -9  |
|  | 13.  | Sanluri            | 41 | 34 | 11 | 8  | 15 | 31 | 38 | -7  |
|  | 14.  | San Teodoro        | 39 | 34 | 9  | 12 | 13 | 44 | 44 | 0   |
|  | 15.  | Atletico Elmas     | 36 | 34 | 10 | 6  | 18 | 42 | 58 | -16 |
|  | 16.  | Valledoria         | 35 | 34 | 9  | 8  | 17 | 41 | 50 | -9  |
|  | 17.  | Nuorese            | 31 | 34 | 7  | 10 | 17 | 43 | 69 | -26 |
|  | 18.  | Riunite Villacidro | 10 | 34 | 2  | 4  | 28 | 28 | 77 | -49 |

      Promozione diretta in Serie D 2012-2013

      Zona play-off. Non si disputano per differenza punti > 9 dalla 3ª classificata.

      Zona play-out.

      Zona retrocessione diretta in Promozione 2012-2013.

Tre punti a vittoria, uno a pareggio, zero a sconfitta.

## Risultati

### Tabellone
|                | ALG | ATL | CAL | CAR | CAS | CAS | FER | MUR | NUO | OLB | PUL | SAN | SAN | TAL | TAV | TOR | VAL | VIL |
| Alghero        |     | 1-0 | 1-0 | 1-2 | 1-0 | 3-3 | 1-1 | 1-1 | 1-2 | 0-1 | 2-0 | 1-0 | 2-0 | 2-1 | 3-2 | 1-2 | 0-0 | 1-0 |
| Atletico Elmas | 0-3 |     | 0-4 | 1-3 | 2-0 | 0-1 | 0-2 | 0-0 | 3-3 | 0-2 | 3-0 | 2-1 | 1-1 | 3-1 | 0-2 | 2-5 | 5-0 | 3-1 |
| Calangianus    | 1-1 | 3-1 |     | 2-2 | 1-3 | 2-2 | 3-4 | 0-3 | 3-2 | 0-0 | 1-0 | 1-1 | 2-0 | 2-0 | 2-1 | 0-2 | 2-1 | 2-0 |
| Carbonia       | 2-2 | 1-1 | 0-0 |     | 4-1 | 1-1 | 1-0 | 1-0 | 2-1 | 0-0 | 1-0 | 3-3 | 0-1 | 1-1 | 2-2 | 0-0 | 1-1 | 1-0 |
| Castelsardo    | 3-0 | 1-2 | 1-2 | 3-1 |     | 1-0 | 2-2 | 0-1 | 5-2 | 1-2 | 3-0 | 1-4 | 2-1 | 2-3 | 1-1 | 2-0 | 1-2 | 2-1 |
| Castiadas      | 2-3 | 2-3 | 2-2 | 3-1 | 2-3 |     | 1-5 | 0-1 | 1-0 | 2-2 | 1-0 | 2-0 | 2-2 | 4-0 | 2-2 | 3-2 | 1-1 | 2-1 |
| Fertilia       | 1-1 | 1-1 | 1-2 | 3-1 | 4-2 | 3-0 |     | 1-2 | 3-2 | 1-0 | 2-0 | 0-0 | 0-0 | 2-0 | 1-2 | 2-1 | 1-1 | 4-3 |
| Muravera       | 1-3 | 2-1 | 1-1 | 1-1 | 0-0 | 1-1 | 1-1 |     | 2-2 | 0-1 | 1-0 | 2-2 | 0-1 | 4-2 | 1-0 | 0-1 | 1-0 | 1-1 |
| Nuorese        | 0-0 | 1-0 | 0-2 | 1-1 | 3-0 | 1-3 | 1-3 | 1-2 |     | 1-4 | 0-1 | 2-1 | 3-0 | 0-2 | 3-1 | 0-3 | 0-0 | 3-1 |
| Olbia          | 0-0 | 3-1 | 3-0 | 2-1 | 3-0 | 6-0 | 1-0 | 2-0 | 1-1 |     | 3-1 | 2-1 | 2-1 | 3-2 | 3-0 | 0-2 | 2-0 | 3-1 |
| Pula           | 4-1 | 1-0 | 3-1 | 0-2 | 1-1 | 1-1 | 2-1 | 2-0 | 1-1 | 1-3 |     | 3-1 | 0-2 | 0-2 | 0-1 | 1-1 | 2-0 | 2-0 |
| San Teodoro    | 0-1 | 1-2 | 2-0 | 0-0 | 3-2 | 3-0 | 1-1 | 0-0 | 4-1 | 1-1 | 2-0 |     | 0-0 | 1-4 | 1-1 | 0-1 | 3-1 | 1-0 |
| Sanluri        | 1-3 | 1-0 | 0-2 | 1-1 | 0-1 | 2-0 | 0-2 | 2-1 | 6-1 | 0-0 | 0-2 | 1-1 |     | 0-0 | 1-2 | 0-2 | 2-1 | 2-0 |
| Taloro Gavoi   | 2-0 | 3-0 | 1-1 | 3-1 | 0-0 | 1-0 | 0-0 | 2-1 | 1-1 | 0-0 | 4-2 | 2-1 | 1-0 |     | 1-0 | 1-1 | 6-1 | 0-0 |
| Tavolara       | 0-3 | 3-1 | 2-2 | 2-0 | 3-1 | 2-2 | 0-1 | 3-0 | 1-1 | 0-3 | 2-2 | 1-1 | 1-0 | 1-3 |     | 0-4 | 1-1 | 3-2 |
| Torres         | 3-1 | 3-1 | 1-0 | 2-1 | 2-0 | 4-0 | 1-0 | 2-0 | 6-0 | 2-0 | 1-0 | 3-1 | 2-0 | 1-0 | 3-0 |     | 1-0 | 1-0 |
| Valledoria     | 0-1 | 1-2 | 3-1 | 3-1 | 0-0 | 1-1 | 0-2 | 1-0 | 4-2 | 0-2 | 0-2 | 2-1 | 1-2 | 1-2 | 3-1 | 0-1 |     | 5-0 |
| Villacidro     | 1-3 | 1-1 | 4-2 | 1-3 | 0-2 | 1-3 | 0-4 | 3-4 | 1-1 | 0-1 | 0-1 | 1-2 | 0-1 | 2-1 | 1-3 | 1-3 | 0-6 |     |

## Spareggi

### Play-off
Avendo la seconda classificata (l'Olbia) terminato la stagione con più di 9 punti di vantaggio sulla terza, come da regolamento i play-off non si sono disputati e l'Olbia è stato direttamente ammesso ai play-off nazionali.

### Play-out
| Squadra 1   | Risultato | Squadra 2      |
| ----------- | --------- | -------------- |
| San Teodoro | 0 - 1     | Atletico Elmas |

| San Teodoro 13 maggio 2012 | San Teodoro | 0 – 1 | Atletico Elmas |  |

## Verdetti finali
Sul campo
Promosse
- Torres promossa in Serie D;

Play-off
- Olbia ammesso ai play-off nazionali

Retrocesse
- Valledoria e  Nuorese retrocesse in Promozione
- San Teodoro retrocesso in Promozione dopo i play-out
- Riunite Villacidro retrocesso in Promozione e successivamente estromesso dallo stesso per mancata iscrizione al campionato 2012-2013[13].

Provvedimenti successivi
Estromesse per mancata iscrizione al campionato 2012-2013
- Atletico Elmas
- Tavolara

Ripescate
- San Teodoro